# 클라우디아 미헬센
클라우디아 미헬센(Claudia Michelsen, 1969년 2월 4일 ~ )은 독일의 배우이다.

## 출연 작품
- 갓즈 인 화이트 (2017)
- 뱅크 어택: 은행습격사건 (2016)
- 빌리어네어즈 키스 (2014)
- 보더 워크 (2013)
- 침묵(영어판) (2010)
- 여교황 조안 (2009)
- 불륜 휴가 (2007)
- 더 트로이 (2007)
- 폴라의 비밀 (2006)
- 페이 그림 (2006)
- 남자의 세계 (2004)
- 나폴라 (2004)
- 시체 유기 자장가 (2000)
- 카스터 (1999)
- 킬러스 보이스 (1996)
- 트리사의 이중 생활 (1995)
- 신독일 영년 (1991)